# Goldauer Konferenz
Die Goldauer Konferenz war eine von 1955 an bestehende Fachkonferenz der damaligen Innerschweizer Erziehungsdirektorenkonferenz (IEDK), welche unabhängig von deren Strukturen die Lehrpläne der Primarschulen der beteiligten Kantone harmonisierte und die gemeinsame Herausgabe von Lehrmitteln koordinierte. Den Namen hatte sie nach dem verkehrstechnisch gut gelegenen Versammlungsort Goldau in der Gemeinde Arth.

## Politischer Hintergrund
Im konfessionellen Spannungsfeld des Kulturkampfes und im Nachzug des Sonderbundskrieges, war es den ländlich und katholisch geprägten Kantonen auch nach dem Zweiten Weltkrieg noch wichtig, dass die Schule und in den Schulbüchern ein ländlich-konservatives Weltbild vermittelt wird. Deshalb waren neben den namengebenden Zentralschweizer Kantonen auch die Kantone Freiburg, Wallis und Appenzell Innerrhoden Mitglied der IEDK.

## Geschichte
Bereits 1955 wurde eine Lehrmittelkonferenz gegründet, welche eigene Lehrmittel schaffen oder geeignete Schulbücher aus einzelnen Kantonen übernehmen sollte, damit durch die gemeinsame Produktion einerseits Kosten gespart, aber auch für die einzelnen Bücher höhere Budgets zur Verfügung standen.
Der Goldauer Konferenz wurde im gleichen Jahr die Harmonisierung der Lehrpläne der Primarschulen und die Lehrmittelarbeit übertragen. Die Harmonisierung der Lehrpläne war die Ausgangsbasis, um überhaupt gemeinsame Schulbücher herausgeben zu können. Die Konferenz gestaltete daraufhin neue Lehrmittel, die anfänglich vom Benziger Verlag in Einsiedeln herausgegeben wurden, später von Benziger und Sauerländer unter dem Kürzel SABE (SAuerländer-BEnziger). Manche dieser Bücher wurden von dem bekannten Holzschneider Robert Wyss illustriert.
Ursprünglich waren nur die Kantone Uri, Schwyz, Ob- und Nidwalden sowie Appenzell Innerrhoden an der Konferenz beteiligt. Zug, Freiburg, Wallis und das Fürstentum Liechtenstein kamen später dazu. Der Kanton Luzern formell erst 1983, nachdem er aber schon vorher Bücher der Goldauer Konferenz in seinen Schulen einsetzte. Ein Teil der Aufgaben der Goldauer Konferenz wurde durch die Interkantonale Lehrmittelzentrale übernommen.